# Johnny Taylor (cestista)
Johnny Antonio Taylor (Chattanooga, 4 giugno 1974) è un ex cestista, allenatore di pallacanestro e dirigente sportivo statunitense.

## Carriera
È stato selezionato dagli Orlando Magic al primo giro del Draft NBA 1997 (17ª scelta assoluta).